# Nati nel 1919/Dicembre
| Questa pagina contiene informazioni ricavate automaticamente dalle voci biografiche con l'ausilio del template Bio e di un bot. L'aggiornamento è periodico e automatico e ricostruisce completamente la pagina. Se manca una persona in questa lista, sei pregato di non aggiungerla, ma accertati piuttosto che la sua voce biografica contenga il template Bio e che i dati anagrafici siano correttamente compilati. Se il template Bio manca, inseriscilo tu stesso o, in alternativa, metti l'avviso {{tmp\|Bio}} che ne segnala la mancanza. Se i dati riportati sono sbagliati, correggi direttamente la voce biografica; le modifiche saranno visibili in questa lista entro pochi giorni. Per chiarimenti vedi il progetto biografie. La lista contiene solo le 147 persone che sono citate nell'enciclopedia e per le quali è stato implementato correttamente il template Bio. Pagina aggiornata al 18 apr 2025. |

- 1º dicembre - Júlio Correia da Silva, calciatore portoghese († 2010)
- 1º dicembre - Dušan Dragosavac, politico jugoslavo († 2014)
- 1º dicembre - Fernando Gualtieri, pittore e calciatore italiano († 2024)
- 1º dicembre - Rune Gustafsson, mezzofondista svedese († 2011)
- 1º dicembre - Antonio Mazza, vescovo cattolico italiano († 1998)
- 2 dicembre - Carlo Alberto Galluzzi, politico italiano († 2000)
- 2 dicembre - Arne Mattsson, regista e sceneggiatore svedese († 1995)
- 2 dicembre - Santo Bartolomeo Quadri, arcivescovo cattolico italiano († 2008)
- 2 dicembre - Giovanni Maria Ubertazzi, avvocato e giurista italiano († 2005)
- 2 dicembre - Bruno Zago, calciatore italiano
- 2 dicembre - Bibiano Zapirain, calciatore uruguaiano († 2000)
- 3 dicembre - George Curtis, allenatore di calcio e calciatore inglese († 2004)
- 3 dicembre - Dicky Dorsett, calciatore inglese († 1999)
- 3 dicembre - Ugo Stille, giornalista italiano († 1995)
- 3 dicembre - Helen Walton, imprenditrice statunitense († 2007)
- 3 dicembre - Edy de Wilde, collezionista d'arte olandese († 2005)
- 4 dicembre - Alfredo Bordonali, calciatore italiano
- 4 dicembre - Inder Kumar Gujral, politico indiano († 2012)
- 4 dicembre - Tibor Kováč, calciatore slovacco († 2003)
- 4 dicembre - Geneviève Prigent, ambientalista francese († 1990)
- 4 dicembre - Giosuè Sanvito, calciatore italiano († 1950)
- 4 dicembre - Alessandro Sassi, calciatore italiano
- 4 dicembre - Alberto Sitta, illusionista italiano († 1989)
- 4 dicembre - Lawrence Stone, storico britannico († 1999)
- 5 dicembre - Adriana Benetti, attrice e insegnante italiana († 2016)
- 5 dicembre - Gino Cesaroni, politico italiano († 1997)
- 5 dicembre - Guido Gorgatti, attore italiano († 2023)
- 5 dicembre - Dalmacio Langarica, ciclista su strada e dirigente sportivo spagnolo († 1985)
- 5 dicembre - Zoltan Norman, pallanuotista rumeno († 2001)
- 5 dicembre - Rizzieri Rodeghiero, fondista e combinatista nordico italiano († 1996)
- 5 dicembre - Raffaele Vessichelli, magistrato italiano († 1990)
- 5 dicembre - Hennes Weisweiler, calciatore e allenatore di calcio tedesco († 1983)
- 6 dicembre - Jimmy Bivins, pugile statunitense († 2012)
- 6 dicembre - Clyde Cowan, fisico statunitense († 1974)
- 6 dicembre - Gideon Klein, pianista e compositore cecoslovacco († 1945)
- 6 dicembre - Paul de Man, giornalista, filosofo e critico letterario belga († 1983)
- 6 dicembre - Virginio Mezzanzanica, partigiano italiano († 2010)
- 6 dicembre - Leonard Williams, imprenditore britannico († 2007)
- 7 dicembre - Douglas Fitzgerald Dowd, economista statunitense († 2017)
- 7 dicembre - Lis Løwert, attrice danese († 2009)
- 7 dicembre - Mario Rosi, calciatore italiano
- 8 dicembre - Walter Fontana, politico e mecenate italiano († 1992)
- 8 dicembre - Julia Robinson, matematica statunitense († 1985)
- 8 dicembre - Maria Jermanis, cestista italiana († 2011)
- 8 dicembre - Kateryna Juščenko, matematica e informatica ucraina († 2001)
- 8 dicembre - Carlo Sgobbi, calciatore italiano
- 9 dicembre - Roy DeCarava, fotografo statunitense († 2009)
- 9 dicembre - Riccardo Della Puppa, calciatore italiano
- 9 dicembre - Alfons Jēgers, calciatore lettone († 1998)
- 9 dicembre - William Lipscomb, chimico statunitense († 2011)
- 9 dicembre - Jean Tamini, calciatore svizzero († 1993)
- 10 dicembre - Sesto Bruscantini, basso-baritono italiano († 2003)
- 10 dicembre - Alexander Courage, compositore e arrangiatore statunitense († 2008)
- 10 dicembre - Jack Maddox, cestista statunitense († 2006)
- 10 dicembre - Francesco Saverio Mangieri, compositore, paroliere e direttore d'orchestra italiano († 2008)
- 10 dicembre - Alberto Radi, canottiere italiano († 1989)
- 11 dicembre - Paavo Aaltonen, ginnasta finlandese († 1962)
- 11 dicembre - ʿAbd al-Ḥakīm ʿĀmir, generale e politico egiziano († 1967)
- 11 dicembre - Joe Masteroff, drammaturgo e librettista statunitense († 2018)
- 11 dicembre - Lucien Teisseire, ciclista su strada francese († 2007)
- 11 dicembre - Marie Windsor, attrice statunitense († 2000)
- 12 dicembre - Knud Bastrup-Birk, calciatore danese († 1973)
- 12 dicembre - Giancarlo De Carlo, architetto, urbanista e teorico dell'architettura italiano († 2005)
- 12 dicembre - Tom Kelley, fotografo statunitense († 1984)
- 12 dicembre - Elena Melik, giornalista e scrittrice italiana († 2009)
- 12 dicembre - Fritz Muliar, attore, regista e attivista austriaco († 2009)
- 12 dicembre - Hermann Neuberger, dirigente sportivo tedesco († 1992)
- 12 dicembre - José Villalonga, allenatore di calcio spagnolo († 1973)
- 13 dicembre - Ernani D'Alconzo, calciatore italiano († 2004)
- 13 dicembre - Hans-Joachim Marseille, aviatore tedesco († 1942)
- 13 dicembre - Andrea Milani, calciatore italiano († 1978)
- 13 dicembre - Renzo Renzi, critico cinematografico, storico del cinema e saggista italiano († 2004)
- 13 dicembre - Arnaldo Rivera, imprenditore e partigiano italiano († 1987)
- 13 dicembre - Franca Trentin, antifascista italiana († 2010)
- 13 dicembre - Enzo Zacchiroli, architetto italiano († 2010)
- 14 dicembre - Al Costello, wrestler italiano († 2000)
- 14 dicembre - Agnes Fink, attrice tedesca († 1994)
- 14 dicembre - Pierino Fuzzi, calciatore italiano
- 14 dicembre - Roberto Mieville, politico italiano († 1955)
- 14 dicembre - Mario Siciliano, regista e sceneggiatore italiano († 1986)
- 14 dicembre - Margie Stewart, modella statunitense († 2012)
- 14 dicembre - Vittoriano Viganò, architetto italiano († 1996)
- 15 dicembre - Johfra Bosschart, artista olandese († 1998)
- 15 dicembre - Mahmoud Hassan, lottatore egiziano († 1998)
- 15 dicembre - S Waldy, attore, regista e sceneggiatore indonesiano († 1968)
- 15 dicembre - Ugolino da Belluno, religioso, pittore e scultore italiano († 2002)
- 16 dicembre - Furio Scarpelli, sceneggiatore, giornalista e disegnatore italiano († 2010)
- 17 dicembre - Ted Berman, regista, animatore e sceneggiatore statunitense († 2001)
- 17 dicembre - Orfeo Locatelli, pittore italiano († 2000)
- 17 dicembre - Ezekiel Mphahlele, scrittore sudafricano († 2008)
- 17 dicembre - Erich Sauermann, pallanuotista tedesco († 1984)
- 17 dicembre - Tomáš Špidlík, teologo e cardinale ceco († 2010)
- 18 dicembre - Georg Ericson, allenatore di calcio e calciatore svedese († 2002)
- 18 dicembre - Barry Galbraith, chitarrista statunitense († 1983)
- 19 dicembre - Tat'jana Nikolaevna Baramzina, militare sovietica († 1944)
- 19 dicembre - Bjørn Berger, calciatore norvegese († 1995)
- 19 dicembre - Aldo Caserta, presbitero e teologo italiano († 2017)
- 19 dicembre - Renato Caserta, giornalista e scrittore italiano († 2007)
- 19 dicembre - Herbert Hoffmann, fotografo tedesco († 2010)
- 19 dicembre - Giacomo Perlasca, ufficiale, partigiano e antifascista italiano († 1944)
- 19 dicembre - Guglielmo Zucconi, giornalista, scrittore e politico italiano († 1998)
- 19 dicembre - Matt Zunic, cestista e allenatore di pallacanestro statunitense († 2006)
- 20 dicembre - Achille Bortolotti, imprenditore e dirigente sportivo italiano († 1992)
- 20 dicembre - Gino Pizzati, aviatore e militare italiano († 2019)
- 21 dicembre - Giuseppe Giliberti, politico italiano († 1992)
- 21 dicembre - Jacqueline Janet, modella francese († 2016)
- 21 dicembre - Giacomo Parodo, militare e partigiano italiano († 1944)
- 21 dicembre - Virgilio Savona, cantante, compositore e produttore discografico italiano († 2009)
- 22 dicembre - Wilhelm Beck, militare tedesco († 1944)
- 22 dicembre - Hernando Bernal Duran, militare colombiano († 2018)
- 22 dicembre - Robert Le Bras, pallanuotista francese († 2008)
- 22 dicembre - Pavel Paršin, velista sovietico
- 22 dicembre - Jesse Pye, calciatore inglese († 1984)
- 22 dicembre - Irina Rakobol'skaja, fisico sovietica († 2016)
- 23 dicembre - Armando Ferreira, calciatore portoghese († 2005)
- 23 dicembre - Hugo Romani, compositore e cantante argentino († 2016)
- 23 dicembre - Sergio Sandrini, calciatore italiano
- 23 dicembre - Gianluca Spinola, partigiano italiano († 1944)
- 23 dicembre - Kenneth Taylor, generale statunitense († 2006)
- 24 dicembre - Giacomo Bergamonti, politico e partigiano italiano († 1952)
- 24 dicembre - Carlo Moscovini, regista, scrittore e sceneggiatore italiano († 1986)
- 24 dicembre - Pierre Soulages, pittore e incisore francese († 2022)
- 25 dicembre - Armando Calvo, attore spagnolo († 1996)
- 25 dicembre - Robert N. Hall, ingegnere e fisico statunitense († 2016)
- 25 dicembre - Libero Lossanti, militare e partigiano italiano († 1944)
- 25 dicembre - Naushad, compositore indiano († 2006)
- 25 dicembre - Wanda Pachlowa, cestista polacca († 1997)
- 26 dicembre - Rolando Anzilotti, critico letterario, politico e partigiano italiano († 1982)
- 26 dicembre - Loris Baldi, aviatore e militare italiano († 2015)
- 26 dicembre - Alfredo Piram, calciatore italiano († 2013)
- 26 dicembre - Mario Scaccia, attore, regista teatrale e conduttore radiofonico italiano († 2011)
- 27 dicembre - Natale Biddau, calciatore italiano
- 27 dicembre - Renzo Poluzzi, allenatore di pallacanestro e dirigente sportivo italiano († 1983)
- 27 dicembre - Charles W. Sweeney, generale e aviatore statunitense († 2004)
- 28 dicembre - Valter, partigiano jugoslavo († 1945)
- 29 dicembre - Pietro Bonannini, militare e aviatore italiano († 1961)
- 29 dicembre - Edward Jarczyński, cestista polacco († 1989)
- 29 dicembre - Roman Vlad, compositore, musicologo e pianista rumeno († 2013)
- 30 dicembre - François Bordes, geologo, archeologo e scrittore di fantascienza francese († 1981)
- 30 dicembre - Kurt Borkenhagen, calciatore tedesco († 2012)
- 30 dicembre - Umberto Nordio, dirigente d'azienda italiano († 2008)
- 30 dicembre - Vasil Spasov, allenatore di calcio e calciatore bulgaro († 1996)
- 31 dicembre - Folke Alnevik, velocista svedese († 2020)
- 31 dicembre - Artur Fischer, imprenditore e inventore tedesco († 2016)
- 31 dicembre - Heinz Macher, militare tedesco († 2001)
- 31 dicembre - Fritz Schwab, marciatore svizzero († 2006)
- 31 dicembre - George Wood, attore statunitense († 2000)